# 周家嘴路隧道
周家嘴路隧道，是中国上海市黄浦江上一座公路隧道。
周家嘴路隧道位于翔殷路隧道和军工路隧道之间，途经杨浦区和浦东新区，全长4.6公里，起于浦西周家嘴路内江路，下跨军工路（中环线)，在浦东浦东北路至张杨北路间出地，并终于东靖路张杨北路。设计为主线双向4车道，地面道路4-6车道
。2019年10月31日晚20时隧道通车。